# 房広治
房 広治 (ふさ こうじ、1959年8月10日 - ) は、日本人の金融専門家・実業家・投資家・慈善家。2003年から英国・海外で活動。

## 人物紹介
日本初のデカコーンのGVE (GVE Ltd.) の共同創業者兼CEO。中学から大学までの先輩である日下部進 (FeliCaの開発者である元ソニーのエンジニア) を含む4名でGVEを2017年11月に創業。GVEは、現在でもメンバーが10名以下と少数である。日本初のデカコーン (100億ドル以上の時価総額のある未上場会社) である。GVEは東京中央区に登記する会社である。房は創業当時から英国に住んでいる模様。
2016年1月からオックスフォード大学の小児学部 (Department of Paediatrics) の特別戦略アドバイザー (Special Strategic Advisor)。
2020年に英国のガーディアン紙のユニバーシティオブザイヤーに選ばれたAston Universityが英国政府と共に2020年に設立した サイバーセキュリティイノベーションセンター教授を、2021年から2024年に兼務。
日下部の勧めで入会した国際規格化団体のEcmaインターナショナル (ジュネーブ本拠地) の2021年度のExecutive Committee Memberとして活躍。CBDCや電子カルテの互換性の担保に使えるISO/IEC 24643の元となったECMA-417という規格や日下部作ったNFCの国際規格などの改革に従事。2022年6月にEcma Recognition Awardを受賞している。 
オックスフォード大学のクライスト・チャーチの先輩であるジェイコブ・ロスチャイルド卿 (2024年2月26日に死去) の影響で、クライスト・チャーチのBoard of Benefactorsや、英語圏で一番古い美術館である、オックスフォード大学のアッシュモレアンの寄付者として、慈善活動家としても知られている。

## 来歴
1982年、早稲田大学理工学部を卒業し、留学先の英国で1986年ごろから英国のマーチャントバンク (現インベストメントバンク) で働き始めた。日系企業で働くのはGVE社が初めてである。

### 1982年から1990年
英国に留学中の1986年に、ユーロの父であるRichard Portes教授の親友からの誘いで、日本人で初めてのロンドンベースのM&Aバンカーとなった。 当時、日本国内では、公開会社の株式の買い付けに関する公開買い付けの法律もなく、M&Aという言葉がブローカー (仲介) 的な印象があり、本格的なM&Aのアドバイスのできる日本人M&Aバンカーをヨーロッパのインベストメントバンクが雇うことがなかった。房がM&Aバンカーになった初年度が、日本のバブル期と重なり、日本企業のヨーロッパでの企業買収が盛んになった。この時期、ヨーロッパ企業の売手のアドバイザーを多く勤め、海外への投資を盛んに行っていた、東急の五島昇やセゾンの堤清二と知り合いになった。1990年に日本に戻り2003年まで13年間、活動の拠点を東京にした。

### 1990年から2003年
敵対的なM&Aのアドバイスを世界で最初1958年に始めた英国系のS.G.ウォーバーグ社のM&Aバンカーとして日本に帰国。S.G.ウォーバーグ社が世界最初の敵対的買収でアドバイスをしたウォーバーグ社の長年の顧客であるTI Group (2000年にSmiths Groupに買収されている) の買い手側アドバイザーとして、当時丸三証券会長の金子太郎が社外取締役をしていた、日本の船舶のシールの最大手のドーバージャパン (1993年1月に日本マリンテクノ株式会社 (JASDAQ:6348)) に改名、フィンランドのWärtsilä が2002年4月に買収 (2.15億ポンド) の50.14％を丸三証券が売手および発行会社のアドバイザーとして行った。日本での5%ルール及び公開買付制度ができて初めての公開会社の経営権の移動する買収であったため、注目を集め、長年日本のM&Aの教科書ケースとなっていた。
1995年のスイス銀行コーポレイション (Swiss Bank Corporation、現UBS) によるS.G.ウォーバーグ社の買収で、それまで儲かっていなかったインベストメントバンキング部門でM&A事業だけではなく株式の引き受け事業にも関わるようになった。経営に関わった初年度である1997年にそれまで日本の証券会社がトップを開け渡さなかったインベストメントバンキング部門で外資系が初めてトップの収益を上げた。この功績により、1998年にUBSと合併して、新生UBSグループが誕生した時には、UBSを日本のブランドにするという本社の戦略から、UBS信託銀行の会長兼CEOに就任し、結果、1千人の日本人を抱えていたUBSグループの実質的なトップとなった。
資本主義で成功したものには慈善活動・寄付活動が必須であると考えている。
1999年にクレディ・スイスファイナンシャルプロダクツ社がスキャンダルを起こしたクレディ・スイスの日本のインベストメントバンクを建て直しのため、2000年からクレディ・スイスと4年契約。クレデイ・スイスが雇ったニューヨークのヘッドハンターが、クレディ・スイスのインベストメントバンキングの評判の立て直しができるのはUBSをブランドにした房だけだと当時のCEOアレン・ウイート (Allen Wheat) にアドバイス。ウイートが、房に直接交渉したと言われている。
かつてのクレディ・スイスファーストボストンは、M&Aやユーロマーケットのどちらでもゴールドマン・サックスやモルガン・スタンレーよりも有名なバンカーを排出している。房が在籍した時にも、テックバンカーの草分けであるフランク・クワトロン、のちにモルガン・スタンレーCEOに戻ったジョン・マック、現Costco会長で前ブラックストーングループのCOOであったハミルトン(トニー)ジェームスなどがいた。そのような環境下で、DLJとの合併により、クレディ・スイスファーストボストンの傘下に入った、DLJダイレクトの日本での三井住友銀行との合弁会社DLJダイレクトSFGの取締役に就任。アメリカでは使い勝手がよいと評判のマーケットスピードというユーザーインタフェースをそのまま、日本に持ってこれるようにとエンジニアチームにアドバイス。2001年にCEOに就任したジョン・マックが、世界中でのDLJダイレクトの売却との方針であった中、2年間の猶予をもらい、日本のオンライン証券のナンバー２にしてから、2003年に楽天に売却するまでシナリオをまとめ、取締役を務めた。当時クレデイ・スイス側のもう一人の社外役員に、後にイギリスの金融庁 (Financial Services Authority) 長官になるヘクター・サンツ (Hector Sants) がいた。

### 2003年から
妻の子供にイギリスの教育を受けさせたいという希望のため、子供を受け入れる学校を英米で探し2002年に、当時、CEOであったジョン・マックから、中国と日本を中心としたオルタナティブ・インベストメント部のトップになることを条件に2003年にクレディ・スイスファーストボストンのロンドン支社に転勤。ロンドン転勤直後に、後のパートナーとなるシーブライト氏が所属していたMANグループから1億ドルの出資の、申し出があり独立。2005年2月から運用を開始したヘッジファンドが日本株でのナンバーワンのパフォーマンスをあげ、アジアヘッジと呼ばれる雑誌のファンドオブザイヤーとなった。 
2006年にFXのテクノロジー会社を買収。処理速度が早い特徴を活かし、オーダーのほとんどをリスクヘッジすることにより、高レバレッジを顧客に提供するプラットフォームを提供。会社を買収してから1年で独立系のFXテクノロジー会社としては、世界でナンバーワンになる。日本では証券会社3社と提携して、日々の出来高の過半数を処理するという驚異的なマーケットシェアを記録している。
リーマン・ショック直後に、当時最大の投資家であったオーストラリアの年金が、オルタナティブファンドからお金を引き上げしたいとの希望をきっかけに、すべての顧客へ資産を分配。残った自己資金を元に、ハイリスクハイリターンのプライベートエクイテイ投資に移行。英国、特にオックスフォードではベンチャーキャピタリストとして知られている。
2016年1月に、オックスフォード大学の免疫学の権威であり、Paediatrics Departmentのヘッドでもあるホランダー教授から、発生生理学と再生医学を合わせた研究所を創る計画のための戦略のアドバイスを求められ、戦略アドバイザーに就任。のちに設立されたIDRM (開発生理学及び再生医学研究所) の資金集めに貢献した。ホランダー教授は、現在の電子カルテはすべてベンダー中心であり、医者にとっても患者にとっても使い勝手が悪いことを問題視。また、現在の電子カルテシステムは、どれひとつとしてEUのGDPRというプライバシー保護に対応できていないと指摘。GVEの即時決済プラットフォームを使えば、電子カルテのプライバシー保護がGDPRに即した形で解決できることを房にアドバイス。WHOなどをGVEに紹介。結果として、WHOのデジタルクリアリングハウスのカタログに日本企業としては唯一採用されている。GVE設立当初からホランダー教授は、同社の顧問に就任。
2020年に英国で本格的なサイバーセキュリティイノベーションセンターを設立し、英国ガーディアン紙からユニバーシティオブザイヤーに選ばれた工科系大学として有名なアストン大学のビジネススクールで2021年2月にLeadership Storiesの第一回目のゲストスピーカーとして講演。同年から2024年までサイバーセキュリティイノベーションセンター教授を兼務。

## エピソード
用心深い性格を表すエピソードとして以下のようなものがある。2004年に会社員としてロンドンで働いている間に資金が集まり、すぐに独立することを決めたため、次の年の上期6月末までにファンドの運用を始める計画を持って退社。新会社を設立するのと同時に、必要なInvestment Managementの資格をとることになった。その試験に落ちるといけないので、２つの認定機関である、Chartered Institute for Securities InstituteとUK SIP (UK Society of Investment Professionals, 現CFA Society of the UK) という認定機関の試験を受けた。房のような経歴の金融マンにとっては簡単な試験であるため、2004年10月7日と10月13日にそれぞれの試験に合格していたようである。
逆にリスクリターンを計算してリスクをとりながら投資をするエピソードとしては、プライベートエクイティ投資の第一号案件は東北大震災の直後の2011年3月末に行なった。この投資は3年で13倍以上のリターンが出た。東北大震災直後は、すべてのプライベートエクイティグループが買収を躊躇したのに、売り手は3月末までに売らなければいけない理由があり、割安で会社を買えたのを最大の成功理由と房は述べている。
ヘッジファンド傘下で他のファンドと共同で2006年に手に入れたFXブローカーはドル円しか扱わなかったにもかかわらず、初年度に独立系で最大のFXテクノロジー会社に成長した。このエムコムという会社のビジネスモデルが現在の世界の標準になっている。

### ワクチン接種
COVID19で世界がパニックになっていた時に、自ら戦略アドバイザーになっているPaediatrics Departmentの傘下のOxford Vaccine Groupがフェーズ３の治験のための募集をしたのに応じ、被験者となった。この被験者となった体験で、治験での個人情報を守るためのマスキングという作業が、すべてマニュアルで、コスト高になっていることを実体験した。この経験からGVEの即時決済OSは、電子カルテ、ワクチン接種記録で使えるというホランダー教授のアドバイスを受け入れている。すなわち、EUのGDPRを遵守するには、同じ病院でも必要のない医師・看護師がカルテのすべての内容が閲覧できる今のシステムでは、限界があることを理解した。SARS、MERS、COVID19と約10年毎に動物から人間に3回、コロナウイルスが感染しているので、4回目もあるだろうとの予想をしている。パンデミックを抑えるには、ワクチン開発、接種が基本と思っている。ただ、現在のようにワクチン接種による副作用で死者がでるような状況下では、世界の全員にワクチン接種を強制するわけにもいかないとの見解を持っている。これらを総合するとワクチン接種記録が、また必要になる日が来るかもしれないと思っている。

### スキー事故
スキーが家族での趣味であったようで、2017年に北海道で春スキーをしていた時に、スピードを出し過ぎ、脊椎損傷で、首から下が動かなくなり、北海道の病院で入院した経験がある。入院先の病院のリハビリプログラムが良かったため、奇跡的に回復したと、本人も認めている。この時のリハビリ初日の夜、フェリカの真実で読んだ日下部のFeliCaのノウハウと房のFXのノウハウの融合で、クロスボーダー決済の自動化システムができることに気づき、GVEの設立に至ったと語っている。

## 著作
- 金融先端用語辞典
- The Truth about Felica: A case study showing Sony’s success in developing technology, but failure in business
- デジタルマネー戦争
- Digital Money Wars
- リスキリング超入門 DXより重要なビジネスパーソンの「戦略的学び直し」

## 講演、出演
- 2003年 Haas School, University of California March 2003, “Who controls the capital markets hosted by Dean Laura Tyson and Professor Richard Portes
- 2007年 Columbia Business School, January 2007, on Activist Investment
- 2008年 London Business School, October 2008, on Credit Crisis, Lehman and lessons from Japan in 1997
- 2009年 London Business School, May 2009, Value investment during the turbulence in the US, Europe and Japan
- 2010年 London Business School, April 2010, Asian Forum, on Private Equity into Japan
- 2011年 Hong Kong University MBA, November 2011, Investment into frontier markets versus matured countries
- 2012年 Asian Society’s Asian Forum, June 2012, on Aung San Suu Kyi – Lady of No Fear (Guest commentator for the documentary by Anne Gyrithe Boone, with Peter Carey and Professor Ian Holiday)
- 2014年 Harvard Project for Asian and International Relations (HPAIRAsian) 2014 guest panelist on the investment banking
- 2021年 Speaker at Arab CBDC & Cross-border Payment conference on 8th October 2021. He was awarded as the best speaker for the event.
- 2019年9月 PrimeTimeニュース
- 2023年3月7日 日越外交関係樹立50周年記念ハイレベル経済セミナー、DXパネルディスカッション
- 2023年 5月第212回ATM会 講師 GVE房広治CEO